# شخصیت سیاه (نمایش)

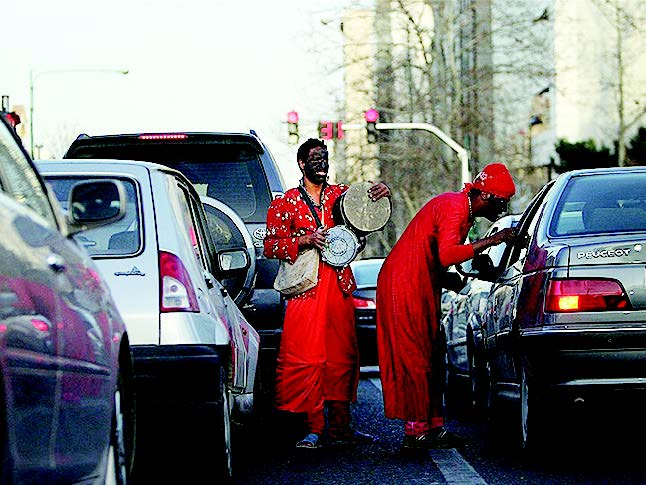
شخصیت سیاه در خیابان های تهران

شخصیت «سیاه» یکی از شخصیت‌های نمایشنامه‌های شادی‌آور قدیمی ایرانی است. مطمئنا سیاه از بازمانده‌های اقوام تیره رنگ ماقبل آریایی نیست. احتمال دارد که در دوره یکپارچگی قلمروی اسلامی که آمد و رفت تاجران تا سواحل آفریقا هم می‌کشید پای تعدادی از مزدوران و بازرگانان سیاه به این طرف باز شده باشد. در اواخر دهم هجری پرتقالیها نیز برای ساختن استحکاماتشان در جنوب گروهی برده از کرانه‌های حبشه و زنگبار به سواحل خلیج فارس آورده‌اند. اما مهم‌تر و قدیمی تر از همه این است که کولیهای دربدر آسیایی و خصوصاً هندی چه پیش از اسلام و چه بعد از آن، چه خرد خرد چه دسته جمعی، هر چند یکبار به این طرف رو می‌کرده‌اند. اینها در سراسر ایران پراکنده بوده‌اند، و دوره‌گردی، مطربی، رقص و تقلید جزء ذاتشان بوده‌است.
از عصر مغولها به اینطرف سیاه را در نقاشیها به صورت خادم مجلس طرب، کارگر، ملاح و سرانجام به هیئت عمله طرب می‌بینیم. در نمایشهای شادی‌آور ایرانی که اصل کولی دارد، سیاه بی شک یک کولی است، منتهی بازیگر که برای خنده دار شدن در همه چیز غلو می‌کند صورت او را هم به کمک دوده سیاه - یعنی تیره‌تر از آنچه هست - می‌کند. همچنان که لهجه او را تا سر حد مبالغه پیش می‌برد.
سیاه را تا مدت‌ها جزء دسته‌های دوره‌گرد «نوروزی خوان»، «میر نوروزی» و نظایر آن می‌بینیم که با نامهای چندی چون «فیروز» یا آتش‌افروز و غیره با بزک و گاهی با صورتک می‌خواند و می‌رقصد و مسخرگی می‌کند. از این راه است که به تقلید وارد می‌شود و خصوصاً در قصه‌هایی که اساس آن‌ها تمسخر لهجه و ظاهر افراد است جایی پیدا می‌کند. در اوایل قاجاریه گرچه سیاه مورد علاقه مردم است و در اغلب نمایشها ظاهر می‌شود ولی هنوز شخصیت نمونه این نمایشها نیست و مشخصات روانی و سنتی خود را به‌طور کامل بدست نیاورده است.
اما سیاه در قالب کامل شده خود غلام و نوکری بود که هجو می‌کرد و مسخره می‌کرد در عین زیرکی، سادگی و گاهی صرحت همراه با ترس. با وجود ظاهر مضحک مسخره اش، گاهی از عمق وجود او سخنان دردآلود و تلخی بیرون می‌ریخت که خنده را به زهر خند بدل می‌کرد.

## سیاه و ارباب
سیاه آدمی بود نسبت به اربابش از طرفی وفادار و از طرفی عصبانی. عصبانی به خاطر ضعفهای اخلاقی ارباب، یا به دلیل فاصله صوری و هم طبقاتی که بین آن‌ها بود و سیاه با همه گونه فداکاری که می‌کرد کوشش به ترمیم و از میان برداشتن این فاصله داشت ولی ارباب خودبین با خود بینی اش بهر حال این فاصله را حفظ می‌کرد و او را همیشه به چشم غلام می‌دید. این کشمکش بی‌نتیجه درونی بود که سیاه را عقده دار کرده بود و همین بود که موذیگری‌ها و رندیهای او را توجیه می‌کرد، زیرا او گاه - اگر نه عصیان - لااقل خرابکاریهایی در کار ارباب می‌کرد چنان‌که فرمانهای او را به کار نمی‌بست یا نافرمانی و تجاهل می‌کرد، صحنه‌هایی که ارباب برای انجام کاری فوری عجله و اصرار داشت و سیاه در برابر خونسردی و انکار، و ارباب سعی می‌کرد با فریادهای اربابانه خود او را بترساند و سیاه با موذیگری خود را به نفهمی می‌زد معمولاً از خنده دارترین صحنه‌های این‌گونه نمایشها بود. سیاه که موفق نشده بود مناسبات ارباب و نوکری را تبدیل به مناسبات دوستانه کند، در واقع با اعمالی نظیر این گونه انتقام از اربابش می‌گرفت.

## تأثیر سیاه از تعزیه
به نظر می‌رسد که برخی قراینتعزیه و خصوصاً تعزیه مضحک در ایجاد شخصیت نهایی سیاه بی تأثیر نبوده‌است. در تعزیه هم «قنبر» غلام حبشی علی سیاه است و نسبت به ارباب خود وفادار و فداکار. در تعزیه تکه‌های مربوط به قنبر بسیار مضحک است، او هم بذله گو و شوخ و رند است و هر بار که دستوری می‌رسد چند بار آن را نشنیده می‌گیرد و هر بار که برای کاری می‌رود چند بار از نیمه راه بر می‌گردد و چنین می‌نمایاند که دستور را فراموش کرده و آمده‌است باز بپرسد تا مطمئن شود. تمام مایه‌های سیاه تخت حوضی در قنبر هست به اضافه این نشانه که در تعدادی از نمایشهای تخت حوضی نام سیاه نمایش قنبر است. از طرفی دیگر تقلید که در این دوره در جست و جوی داستان‌های تازه‌ای برای بازی است حتی به اقتباس از داستان‌های خیمه شب بازی پرداخت، خصوصیات سیاه خیمه شب بازی مانند تحرک فراوان و بی بند و باری و رندی و حتی صراحت زننده او را هم عیناً به تقلید وارد کرد.